# Селавик (Аљаска)
Селавик (енгл. Selawik) град је у америчкој савезној држави Аљаска.

## Демографија
По попису из 2010. године број становника је 829, што је 57 (7,4%) становника више него 2000. године.
| Група             | 2000.     | 2010.     |
| Белци             | 24 (3,1%) | 33 (4,0%) |
| Афроамериканци    | 1 (0,1%)  | 1 (0,1%)  |
| Азијати           | 6 (0,8%)  | 0 (0,0%)  |
| Хиспаноамериканци | 1 (0,1%)  | 0 (0,0%)  |
| Укупно            | 772       | 829       |